# Love and Other Disasters
Love & Other Disasters (Amor y otros desastres en España y El amor y otros desastres en Argentina) es una película del Reino Unido de 2006 dirigida y escrita por Alek Keshishian.
Se trata de una comedia romántica en la que una joven habilidosa para encontrar pareja a sus amigos es incapaz de tener una relación sentimental satisfactoria.

## Sinopsis
Emily Jackson, Jacks, es una joven estadounidense que trabaja como becaria en la redacción de la edición inglesa de Vogue. Vive en Londres en un piso junto a su amigo Peter, su compañero de piso gay, y Tallulah, una extraña amiga neurótica y deseosa de mantener relaciones con hombres. Aunque Jacks es la celestina ideal para sus amigos su historial sentimental es un completo desastre y nunca tiene suerte en el amor.

## Reparto
- Brittany Murphy - Jacks
- Santiago Cabrera - Paolo Sarmiento
- Catherine Tate - Talullah Wentworth
- Stephanie Beacham - Felcity Wentworth
- Matthew Rhys - Peter Simon
- Gwyneth Paltrow - Actriz de Hollywood que hace de Jacks
- Orlando Bloom - Actor de Hollywood que hace de Paolo

## Recepción
La película obtiene valoraciones medias en los portales de información cinematográfica. 
Los usuarios de IMDb, con 12.734 valoraciones, le otorgan una puntuación de 6,2 sobre 10.

"Vi esta película en el Festival Internacional de Cine de Toronto el fin de semana. Escogí la película y mi prometido me dio un poco de pena mientras esperábamos para entrar ¡pero terminó por amarla!. Brittany Murphy es muy divertida y todo el elenco es cautivador. Ésta es una película muy linda y divertida. Se burla de sí misma y está llena de secundarios. Las apariciones en cameos de Orlando Bloom y Gwyneth Paltrow son breves, así que no vayas sólo por ver a tu actor / actriz favorita, sino porque añaden atractivo a la película. Toda la sala se estaba riendo durante toda la película. Clasifico esta película a la altura de Love Actually y Cuatro bodas y un funeral."
Crítica de jlv9607 en IMDB 

En FilmAffinity, con 3.873 votos, tiene una valoración de 5,2 sobre 10.

"La mayoría de las comedias con temática gay terminan basando sus sketches en locas y/o heterosexuales que se ven obligados a travestirse. "Amor y otros desastres" no, y es de agradecer que su humor esté en diálogos rápidos, irónicos e inteligentes. Pese a ser una comedia en la que el 75% del elenco es gay (interpreta a gays, quiero decir) la gracia no está en lo sean (interpreten) sino en la historia y las situaciones."
Crítica de OsitoF en FilmAffinity 